# تاریخ اقتصادی چین (۱۹۴۹ تاکنون)

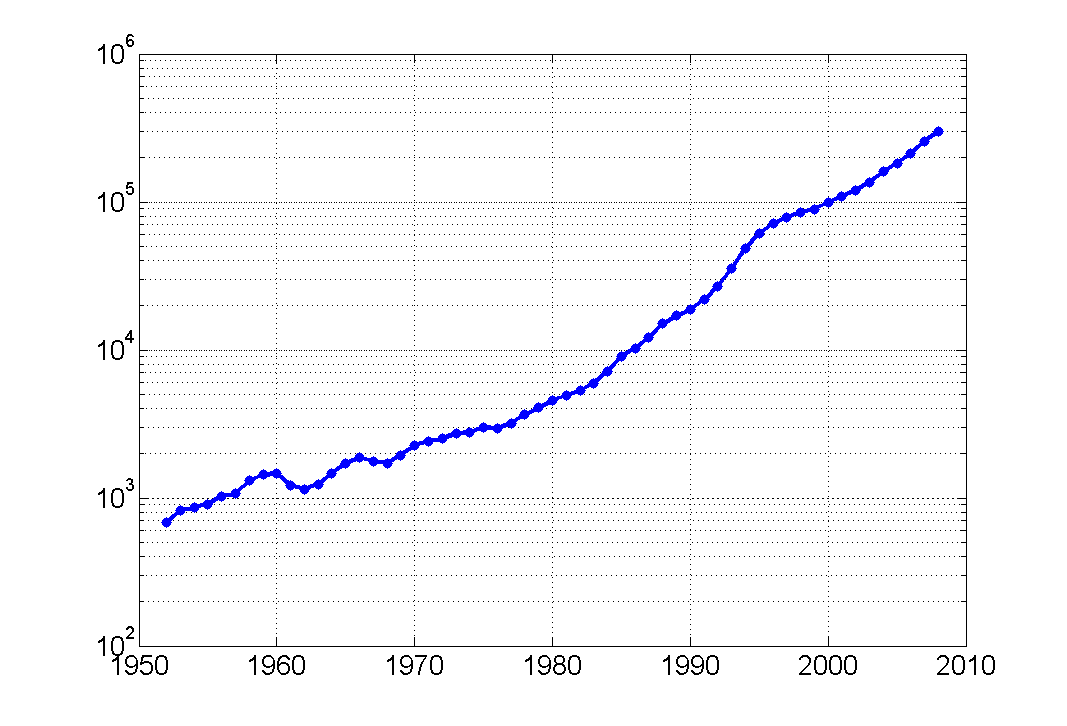
تولید ناخالص داخلی (GDP) چین از ۱۹۵۳ تا ۲۰۰۸

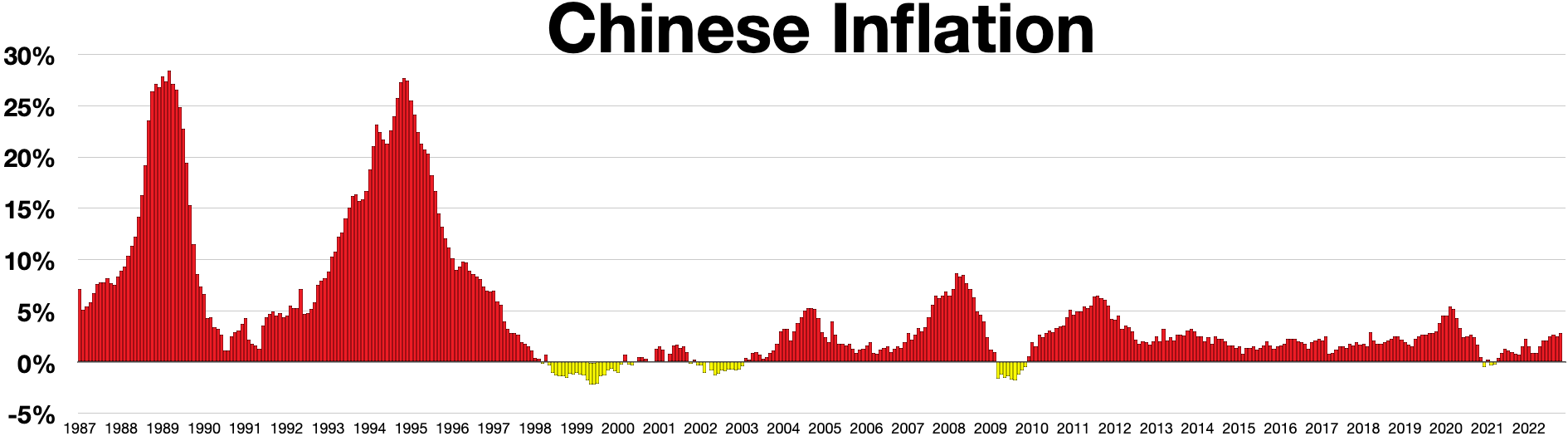
تورم چین از ۱۹۸۷ تا ۲۰۲۲

اقتصاد چین از دههٔ ۱۹۸۰ تاکنون پرشتاب‌ترین اقتصاد جهان بوده به طوری که سالانه ۱۰٪ رشد کرده است. نرخ تولید ناخالص داخلی این کشور در سال ۲۰۰۵ به ۲٬۲۸۶ تریلیون دلار و در ۲۰۱۷ به ۱۲٬۲۵۰ تریلیون دلار رسید. چین پس از پایان دوران مائوئیستی در ۱۹۷۸ از یک اقتصاد کاملاً دولتی سوسیالیستی مبتنی بر برنامه‌ریزی به سوی اقتصاد مختلط حرکت کرد. این دگردیسی نیازمند شمار زیادی اصلاحات در نظام‌های مالی، محاسباتی، نهادی، حکمرانی و قضایی و همچنین انعطاف دولت برای واکنش به نتایج غیرمنتظره‌ای بود که احتمالاً به‌واسطهٔ این تغییرات حاصل می‌شدند. این اصلاحات باعث شد جامعهٔ چین شاهد روند بسیار شدید صنعتی‌سازی و شهرنشینی باشد؛ فرآیندی که بر تمام وجوه اجتماعی، فرهنگی و اقتصادی این کشور تأثیر گذاشت.
اندازهٔ بزرگ چین به معنای تنوع درآمدی بالا در این کشور است به این شکل که در یک زمان شاهد فقر مطلق و رفاه نسبی در آن بوده‌ایم. در بسیاری از مناطق روستایی، مردم هنوز حاصل کشت خود را مصرف می‌کنند در حالی که در شهرهای بزرگی چون شانگهای و پکن اقتصاد مبتنی بر خدمات شکل گرفته است.
با تشکیل جمهوری خلق چین پس از سال ۱۹۴۹، اقتصاد این کشور شاهد روندهای پرفراز و نشیب و شگفتی‌ساز بوده است. چین شاهد انقلاب، سوسیالیسم، مائوئیسم و در نهایت اصلاحات تدریجی اقتصادی و رشد پرشتاب بوده که شاخصهٔ اصلی دوران پسامائوئیستی است. قحطی حاصل از سیاست «گامی بزرگ به جلو» و آشوب‌های پس از انقلاب فرهنگی تأثیرات منفی بر اقتصاد چین گذاشتند. اما از زمانی که چین در ۱۹۷۸ دست به اصلاحات اقتصادی زد، توانست پیشرفت‌های زیادی در وضع زندگی مردم به وجود آورد و ثبات اجتماعی را افزایش دهد. چین در این دوران از یک کشور سوسیالیست منزوی به ستون فقرات اقتصاد جهان تبدیل شد.
نرخ‌های رشد بالایی که در دوران اصلاحات اقتصادی تجربه شد به خاطر به‌کارگیری هدفمند و انبوه منابع و تغییر کنترل این منابع از مالکیت عمومی به خصوصی حاصل گردید به طوری که نتیجهٔ مستقیم آن، افزایش بهره‌وری در مدیریت همان منابع بود. مزایای حاصل از بسیج انبوه منابع هم‌اکنون رو به اتمام است و چین باید روی بهره‌وری در سایر بخش‌ها تمرکز کند تا بتواند اقتصاد خود را بیش از پیش به جلو ببرد.

## دورنمای کلی

رشد شاخص توسعه انسانی در چین (از ۱۹۷۰ تا ۲۰۱۰)

نظام اقتصادی چین پیش از دههٔ ۱۹۹۰ میلادی با مالکیت دولتیِ صنایع اصلی و کنترل مرکزی بر نظام برنامه‌ریزی و نظام مالی، این امکان را به دولت داده بود که هر چه مازاد درآمد به دست می‌آورد در جهت سرمایه‌گذاری هزینه کند.
تحلیلگران تخمین زده‌اند در سال ۱۹۷۹ سهم سرمایه‌گذاری از درآمد ناخالص ملی چین معادل ۲۵٪ بوده است. کشورهای اندکی تا آن زمان توانسته بودند به چنین نرخی دست یابند. با این حال از آنجا که درآمد ناخالص ملی چین نسبت به جمعیت و اندازهٔ این کشور رقم کمی را شامل می‌شد، این مقدار نیز منبع قابل توجهی به شمار نمی‌رفت. برای مثال در سال ۱۹۷۸ تنها ۱۶٪ از درآمد ناخالص ملی ایالات متحده برای سرمایه‌گذاری خالص اختصاص یافت اما این رقم معادل ۳۴۵٫۶ میلیارد دلار بود در حالی که ۲۵٪ از درآمد ناخالص ملی چین که به سرمایه‌گذاری در این کشور اختصاص یافته بود معادل ۱۱۱ میلیارد دلار بود و باید برای جمعیتی که ۴٫۵ برابر جمعیت آمریکا بود اختصاص می‌یافت.
منابع محدود برای سرمایه‌گذاری باعث شدند چین نتواند با سرعت زیاد تولید کرده و به واردات تجهیزات پیشرفته بپردازد. توسعهٔ فناوری‌ها به تدریج انجام می‌شدند و تجهیزات از رده‌خارج‌شده تا جای ممکن مورد استفاده قرار می‌گرفتند. در نتیجه چندین سطح از فناوری به طور همزمان در چین به کار گرفته می‌شد. در بسیاری از صنایع، کارخانجاتی وجود داشتند که با مدرن‌ترین کارخانه‌های غربی قابل قیاس بودند و اغلب آن‌ها بر پایهٔ تجهیزات وارداتی طراحی شده بودند. ماشین‌آلاتی که توسط شرکت‌های چینی ساخته می‌شدند، معمولاً چند پله عقب‌تر از استانداردهای غربی قرار داشتند. سهم بخش کشاورزی از سرمایه‌گذاری دولتی کمتر از سهم صنعت بود. علی‌رغم آنکه تراکتور، کامیون، تلمبه‌های برقی و خرمن‌کوب‌های مکانیکی هر روزه بیش از پیش در دسترس قرار می‌گرفتند، اما همچنان بسیاری از فعالیت‌های کشاورزی توسط انسان و حیوان انجام می‌گرفت.
هر چند اقتصاد را دولت مرکزی هدایت می‌کرد و منابع را به مناطق مختلفی که به آنها نیاز داشتند بازتوزیع می‌نمود، اما بخش زیادی از فعالیت‌های اقتصادی بسیار نامتمرکز بودند و جریان حرکت کالا و خدمات از مناطق مختلف به یکدیگر بسیار محدود بود و همین امر منجر به این شده بود که مناطق محروم چشم به دستان دولت مرکزی بدوزند. برای مثال تقریباً ۷۵٪ از غلهٔ تولیدی در چین توسط خانواده‌های کشاورزی که آنها را کاشته بودند مصرف می‌شد و تنها ۲۵٪ به مناطقی می‌رفت که به آن نیاز داشتند.
یکی از مهم‌ترین منابع رشد اقتصاد، تشخیص مزیت نسبی هر منطقه با استفاده از گسترش ظرفیت‌های ترابری بود. با اینکه بخش‌های ترابری و ارتباطات در حال رشد و پیشرفت بودند اما هنوز نمی‌توانستند پاسخگوی حجمی باشند که یک اقتصاد مدرن روبه‌رشد نیاز دارد. دلیل این مشکل، کمبود منابع برای سرمایه‌گذاری و عدم وجود فناوری‌های پیشرفته برای پشتیبانی از چنین رشدی بود.
تعامل محدود میان مناطق مختلف جغرافیایی باعث شد مناطق اقتصادی بسیار متنوع با اتکا به سطوح نامتوازن فناوری شکل بگیرد که تقریباً هیچ کدام از نظر فعالیت‌های اقتصادی، ساختار سازمانی و سطح رفاه شبیه به هم نبودند.
در آن زمان همزمان در هر شهری می‌شد گسترهٔ بسیار نامتقارنی از نهادهای اقتصادی را یافت؛ این واحدها ممکن بود در حد یک واحد کوچک صنایع دستی باشند که به زحمت برای اعضایشان کسب معاش می‌کردند تا واحدهای مدرنی که توسط دولت اداره می‌شدند و کارگرانشان دستمزدهای ثابت به همراه بیمهٔ درمانی رایگان، پاداش و دیگر مزایا دریافت می‌کردند.
بخش کشاورزی متنوع بود. خانوارها محصولاتی را که در کشت آنها تخصص یافته بودند مصرف کرده و بخش کمی از آنها را در بازارهای محلی می‌فروختند. روستاهای حومه‌ای مرفه نیز در تولید سبزیجات، گوشت قرمز، ماکیان و تخم مرغ تخصص داشتند و آنها را در بازارهای آزادی که اطراف شهرها بودند به فروش می‌رساندند. در علف‌زارهای مغولستان داخلی هم گروه‌های گله‌دار به پرورش دام پرداخته و روستاهای فقیر غله را با سختی زیاد در مناطق خشک و کوهستانی استان‌های شاآنشی و گانسو می‌کاشتند.
اقتصاد چین با وجود محدودیت‌ها و مزاحمت‌ها هیچ گاه ایستا و راکد نبود. تولید بین سال‌های ۱۸۰۰ تا ۱۹۴۹ تا حد قابل توجهی رشد داشت و پس از آن با سرعت بیشتری افزایش پیدا کرد. اما تولید پیش از دههٔ ۱۹۶۰ تا حد زیادی وابسته به رشد جمعیت بود در نتیجه ظرفیت تولیدی توان تولید مازاد بر مصرف کالاهای اساسی بویژه در بخش کشاورزی را نداشت. برای مثال تولید غلات در سال ۱۹۷۹ حدود دو برابر آن چیزی بود که در ۱۹۵۲ برداشت می‌شد اما در این دوره جمعیت هم دو برابر شده بود. از این رو حتی در سال‌های پرمحصول هم مازاد مصرف کمی باقی می‌ماند. گذشته از این، منابع کمی برای سرمایه‌گذاری در کالاهای سرمایه‌ای نظیر ماشین‌آلات، کارخانجات، معادن، راه‌آهن و دیگر اقلام مولد اختصاص می‌یافت. کمبود سرمایه‌گذاری باعث شد بهره‌وری هر کارگر پایین باقی بماند و به همین دلیل اقتصاد چین توانایی تولید مازاد بر مصرف نداشت.

## سیاست‌های اقتصادی، ۱۹۴۹ تا ۱۹۸۹
رهبران حزب کمونیست چین پس از آنکه در سال ۱۹۴۹ میلادی حکومت را در دست گرفتند، هدف اساسی و طولانی‌مدت خود را تغییر چین به کشوری با اقتصاد مدرن، نیرومند و سوسیالیست اعلام کردند. این اهداف در زبان اقتصادی به معنای صنعتی‌سازی، افزایش استانداردهای زندگی، کاهش تفاوت‌های درآمدی و تولید تجهیزات نظامی مدرن بود. رهبری چین با گذشت سالیان سعی کرد به این اهداف وفادار بماند اما سیاست‌های اقتصادی که برای رسیدن به این اهداف اتخاذ شدند در مواقع خاص و در واکنش به تغییرات بزرگ اقتصادی، سیاست داخله، سیاست بین‌الملل و پیشرفت‌های اقتصادی به شدت تغییر پیدا کردند.
در این هنگام باورهای رهبران حزب موجب بروز نقاط تمایز روشنی میان ایشان شد به این شکل که برخی از آنها بر این عقیده بودند که اهداف سوسیالیستی نظیر برابرسازی درآمدها و رشد آگاهی‌های سیاسی مردم باید نسبت به پیشرفت مادی در اولویت باشد و برخی دیگر معتقد بودند صنعتی‌سازی و نوسازی کلی اقتصاد پیش‌نیازهای دستیابی به یک نظم سوسیالیستی موفق هستند. در میان رهبرانی که فکر می‌کردند سیاست باید در اولویت قرار گیرد، افرادی چون مائو تسه‌تونگ، لین بیائو و اعضای گروه چهار وجود داشتند. رهبرانی که بیشتر بر اصلاحات اقتصادی عملی تأکید داشتند لیو شائوچی، جئو ئن لای و دنگ شیائوپینگ بودند. تغییر رویکردها در سیاست‌گذاری‌های چین بیشتر وابسته به همین دو نگاه بوده است و تسلط همین نگاه‌ها بر حکومت باعث جابجایی افراد در ساختار سیاسی این کشور شده است. اما یکی از شاخصه‌های مهم در سیاست‌های اقتصادی و مدل اقتصادی زیربنایی آن در چین این بوده که علی‌رغم دوران‌های سیاست‌گذاری مختلف در چین، هر چند تغییرات مهمی نسبت به دورهٔ قبل مشاهده می‌شد، اما ساختار اقتصادی موجود تا حد زیادی باقی می‌ماند. در نتیجه شکل مدل اقتصادی و سیاست‌هایی که معرف آن بودند در هر دوره از تاریخ چین بازتابی از تأکیدات سیاست‌های جاری و بنیان‌های ساختاری است که در دوره‌های پیشین ایجاد شده بودند.

### دوره بازسازی پس از جنگ، ۱۹۴۹ تا ۱۹۵۲
اقتصاد چین در سال ۱۹۴۹ پس از چندین دهه جنگ، ناتوان شده بود. معادن و کارخانجات زیادی آسیب دیده یا نابود شده بودند. نیروهای شوروی با پایان جنگ ژاپن در ۱۹۴۵ حدود نیمی از ماشین‌آلات موجود در مناطق صنعتی مهم چین در شمال شرقی این کشور را برداشته و با خود به جماهیر متحد شوروی بردند. سامانه‌های ترابری، ارتباطات و برق چین نابود شده یا به دلیل عدم رسیدگی از رده خارج شده بودند. کشاورزی از هم گسیخته شده بود و تولید خوراک حدود ۳۰ درصد نسبت به دوران اوج خود در دوران پیش از جنگ کاهش یافته بود. به علاوه، بیماری‌های اقتصادی این کشور با یکی از بدخیم‌ترین تورم‌های اقتصادی در تاریخ جهان حادتر شدند.
هدف اصلی دولت در میان سال‌های ۱۹۴۹ تا ۱۹۵۲ بازگردانی اقتصاد به وضعیت عادی بود. در این دوران دولت کوشید ارتباطات ترابری و مخابراتی را ترمیم کرده و جریان فعالیت‌های اقتصادی را به حالت عادی برگرداند. نظام بانکداری چین ملی شد و تحت نظارت بانک خلق چین در آمد. دولت برای کنترل تورم تا سال ۱۹۵۱ به یکسان‌سازی نظام پولی، سخت‌گیری در حوزهٔ اعتبارات، محدود ساختن بودجهٔ دولت در تمام سطوح و قرار دادن همهٔ آنها تحت نظارت دولت مرکزی و تضمین ارزش پول ملی رو آورد. برای بازرگانی مشوق ایجاد شد و با تشکیل شرکت‌های بازرگانی دولتی (اداره‌های بازرگانی) تا حدی زیر نظر دولت قرار گرفت. این ادارات در خریداری کالا از تولیدکنندگان و فروش آن‌ها به مصرف‌کنندگان یا نهادهای دیگر با تجار خصوصی رقابت می‌کردند. مالکیت در حوزهٔ صنعت به آرامی تغییر و تحول یافت. هنگامی که دولت ناسیونالیست میان سال‌های ۱۹۲۷ تا ۱۹۴۹ روی کار بود، حدود یک سوم از نهادهای اقتصادی چین تحت مالکیت دولت قرار داشت. بخش ترابری مدرن هم تا حدی زیادی به همین شکل بود. حزب کمونیست چین به محض در اختیار گرفتن دولت این واحدها را به شرکت‌های دولتی تبدیل کرد. بقیهٔ نهادهای خصوصی نیز به تدریج تحت کنترل دولت درآمدند اما در سال ۱۹۵۲ همچنان ۱۷٪ از واحدهای اقتصادی خارج از نظام دولتی بودند.
در بخش کشاورزی تغییر عظیمی در نظام مالکیت اراضی به وجود آمد. حدود ۴۵٪ از زمین‌های قابل کشت تحت برنامهٔ سراسری اصلاحات ارضی از صاحبان و کشاورزان ثروتمند گرفته شده و به حدود ۶۰ تا ۷۰ درصد از خانوارهای کشاورز که پیش از این هیچ سند یا زمینی به نامشان ثبت نشده بود، اعطا گردید. در هر منطقه‌ای که اصلاحات ارضی در آن پایان می‌یافت، کشاورزان تشویق می‌شدند با تشکیل «گروه‌های کمک دوجانبه» با مشارکت شش یا هفت خانوار در برخی از فازهای تولید همکاری کنند. در سال ۱۹۵۲، ۳۸٪ از خانوارهای کشاورز در این گروه‌ها عضو بودند. در ۱۹۵۲ قیمت‌ها ثبات یافتند، بازرگانی به حالت عادی برگشت و صنعت و کشاورزی به دوران اوج پیش از جنگ بازگشتند. گفته می‌شود در دوران بازسازی اقتصادی، چین توانست به اهداف خود دست یابد.

### برنامه پنج‌ساله اول، ۱۹۵۳ تا ۱۹۵۷
مائو تسه‌تونگ و جئو ئن لای با موفقیت نسبی در بازگردانی اوضاع پساجنگ به حال عادی، خود را برای آغاز دوران صنعتی‌سازی و سوسیالیستی‌سازی کشور آماده می‌کردند. دولت بدین منظور مدل برنامه‌ریزی اقتصادی شوروی که مبتنی بر مالکیت دولتی در بخش مدرن، واحدهای اشتراکی بزرگ در بخش کشاورزی و برنامه‌ریزی اقتصادی متمرکز بود را اقتباس کرد. در این مدل همانند آنچه در برنامه‌ریزی‌های شوروی ملاحظه می‌شد، هدف، دستیابی به نرخ رشد اقتصادی بالا با تمرکز اولویت‌دار بر توسعهٔ صنعتی به هزینهٔ بخش کشاورزی و تمرکز خاص بر صنایع سنگین و فناوری‌های مبتنی بر سرمایه‌های زیاد بود. برنامه‌ریزان شوروی در این راه به همتایان چینی خود کمک کردند. مهندسان، کاردانان فنی و دانشمندان زیادی از شوروی در توسعه و نصب تأسیسات صنعتی سنگین به چینی‌ها کمک کردند. کارخانجات و تجهیزات زیادی نیز از جماهیر متحد شوروی خریداری و به چین منتقل شد. در این دوره نظارت دولتی بر صنعت افزایش یافت به این شکل که دولت به صاحبان کارخانه‌های مدرن و خصوصی فشارهای مالی وارد آورده یا مشوق می‌داد تا کارخانه‌های خود را به دولت فروخته یا با تشکیل شرکت‌های دولتی-خصوصی تحت کنترل دولت درآیند. تا سال ۱۹۵۶ حدوداً ۶۷٫۵٪ از همهٔ کسب‌وکارهای صنعتی مدرن در اختیار دولت قرار گرفت و ۳۲٫۵٪ به صورت اشتراکی با بخش خصوصی اداره می‌شد. تا این سال دیگر هیچ نهاد اقتصادی کاملاً خصوصی باقی نماند. در همین دوره اکثر تولیدکنندگان صنایع دستی به شکل تعاونی درآمدند طوریکه ۹۱٫۷٪ از کارگران صنایع دستی چین در سال ۱۹۵۶ در قالب تعاونی‌ها کار می‌کردند.
کشاورزی هم دستخوش تغییرات ساختاری گسترده شد. مقامات چین به‌منظور بسیج منابع، بهبود کیفیت کشت و افزایش دسترسی دولت به محصولات، اقدام به تشویق کشاورزان به تشکیل و عضویت در واحدهای بزرگ و اجتماعی کردند. روستائیانی که در گروه‌های بسیار کوچک دوجانبه بودند، باید ابتدا می‌کوشیدند تعاونی‌های کشاورزی سطح پایین تشکیل دهند. خانواده‌ها در این سطح بر پایهٔ اندازهٔ زمینی که در اختیار گذاشته بودند، درآمدهایی دریافت می‌کردند. این تعاونی‌ها باید بعدها به تعاونی‌های پیشرفته و اشتراکی ارتقا پیدا می‌کردند. در تعاونی‌های پیشرفته تولیدکنندگان (محصولات کشاورزی) سهم درآمدی فقط به میزان کاری بستگی داشت که افراد انجام می‌دادند. همچنین هر خانواده اجازه داشت قطعه زمینی داشته باشد تا در آن به کشت سبزیجات، میوه و نگه‌داری دام برای مصرف شخصی بپردازد. فرآیند جمع‌گرایی به آرامی آغاز شد اما در سال‌های ۱۹۵۵ و ۱۹۵۶ سرعت گرفت. در سال ۱۹۵۷ حدود ۹۳٫۵٪ از خانوارهای کشاورز به تعاونی‌های پیشرفتهٔ تولیدکنندگان پیوسته بودند.
از لحاظ رشد اقتصادی می‌توان برنامهٔ پنج‌سالهٔ نخست را بسیار موفق ارزیابی کرد بویژه در مناطقی که راهبردهای توسعهٔ سبک شوروی پیاده شده بود. در صنایع سنگین، یک شالودهٔ مستحکم ایجاد شده بود. صنایع کلیدی شامل آهن و فولادسازی، معدن‌کاری ذغال سنگ، تولید سیمان، تولید برق و ساخت ماشین‌آلات به شدت گسترش پیدا کردند و از نظر فناوری، پیشرفته شدند. هزاران کارخانهٔ صنعتی و معدنی ساخته شدند و از میان آنها ۱۵۶ عدد در حجم عظیم بودند. تولید صنعتی میان سال‌های ۱۹۵۲ و ۱۹۵۷ با سرعت میانگین سالانه ۱۹٪ افزایش می‌یافت و درآمد ملی سالانه ۹ درصد بالا می‌رفت.
علی‌رغم کمبود سرمایه‌گذاری دولتی در بخش کشاورزی، تولید محصولات کشاورزی رشد قابل ملاحظه‌ای یافت به طوری که سالانه به طور میانگین ۴ درصد رشد پیدا می‌کرد. این رشد بیش از هر چیز به دلیل دستاوردهایی بود که از طریق بهره‌وری در ساختاردهی مجدد و تعاونی‌سازی در فرآیند جمع‌گرایی به دست آمده بود. با اینحال وقتی برنامهٔ پنج‌ساله داشت به انتها می‌رسید، رهبران چین به طور روزافزون نگران عملکرد کند بخش کشاورزی و ناتوانی شرکت‌های بازرگانی دولتی در افزایش تأمین بالای غلات از واحدهای روستایی برای مصرف شهری شدند.

### یک گام بزرگ به جلو

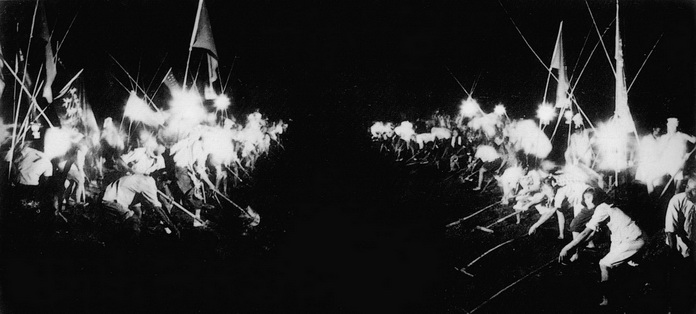
اعضای کمون‌ها در حال زراعت در شب زیر نور چراغ

پیش از اتمام برنامهٔ پنج‌سالهٔ نخست، افزایش عدم توازن میان رشد بخش صنعتی و بخش کشاورزی در کنار نارضایتی از ناکارآمدی و عدم انعطاف در فرآیند تصمیم‌گیری، رهبران کشور - بویژه مائو تسه‌تونگ - را به این نتیجه رساند که الگوی توسعهٔ شوروی که بر تمرکزگرایی شدید و صنایع تکیه داشت، برای چین مناسب نیست. دولت در سال ۱۹۵۷ تصمیم گرفت بخش زیادی از اختیارات در حوزهٔ تصمیم‌گیری‌های اقتصادی را به استان‌ها، شهرستان‌ها و دولت‌های محلی واگذار کند. در سال ۱۹۵۸ برنامهٔ پنج‌سالهٔ دوم (۶۲-۱۹۵۸) که قرار بود سیاست‌های برنامهٔ نخست را ادامه دهد، متوقف شد. رهبری کشور در این نقطه رویکردی را اتخاذ کرد که مبتنی بر تلاش‌های قهرمانانهٔ خودجوش همهٔ چینی‌ها برای «یک گام بزرگ» به سمت تولید زیاد در تمام بخش‌های اقتصادی در یک زمان کوتاه بود. ساختاربندی مجدد کشاورزی، دورخیزی بود که برای جهش به سطح بالاتری از تولید در نظر گرفته شده بود. مشکل اساسی عدم وجود سرمایهٔ کافی برای سرمایه‌گذاری در صنعت و کشاورزی در زمان واحد بود. رهبری چین برای غلبه بر این مشکل تصمیم گرفت سرمایهٔ لازم در بخش کشاورزی را با ساخت سامانه‌های آبیاری گسترده و کنترل آب با بکارگیری تیم‌های بزرگی از کشاورزانی که به خوبی آماده نبودند، تأمین کند. مازاد نیروی کار روستایی هم قرار بود برای پشتیبانی از بخش صنعت اقدام به تشکیل هزاران پروژهٔ کوچک، با فناوری سطح پایین در واحدهای کشاورزی کند. این افراد باید ماشین‌های لازم برای توسعهٔ کشاورزی را می‌ساختند و قطعات لازم برای صنایع شهری را تولید می‌کردند. قرار بود بسیج مازاد نیروی کار روستایی و اصلاح کشاورزی منجر به «یک گام بزرگ» به سمت آخرین مرحلهٔ جمع‌گرایی کشاورزی یعنی تشکیل کمون‌های خلق شود.
کمون‌های خلق با پیوستن ۲۰ یا ۳۰ تعاونی تولیدی پیشرفته که به طور میانگین دارای ۲۰ هزار تا ۳۰ هزار عضو بودند تشکیل شدند. شمار اعضای این تعاونی‌ها از ۶ هزار تا ۴۰ هزار نفر متفاوت بود. هدف از تشکیل این کمون‌ها در هنگام پیدایش این بود که وظایف پایین‌ترین ردهٔ ادارات محلی تا بالاترین سطح دولتی در حوزهٔ کشاورزی را در قالب یک دستگاه در اختیار بگیرند. کمون‌ها از سه سطح سازمانی برخوردار بودند: مدیریت مرکزی کمون؛ تیپ تولیدکننده (که تقریباً مساوی با تعاونی‌های تولیدکننده پیشرفته یا یک روستای سنتی بود)، و تیم تولید که معمولاً شامل ۳۰ خانواده می‌شد. در قالب طرح یک گام بزرگ رو به جلو، قرار بود کمون‌ها تمام حقوق مالکیت ابزارهای تولیدِ واحدهای زیرمجموعهٔ خود را به دست بگیرند و تصمیم‌گیری‌ها و برنامه‌ریزی‌های مربوط به کشاورزی را در اختیار داشته باشند. در حالت ایده‌آل قرار بود کمون‌ها با انتقال خانواده‌های کشاورز به خوابگاه‌ها و تغذیه آن‌ها در سالن‌های جمعی و انتقال گاه به گاه این تیم‌ها از کاری به کار دیگر، بهره‌وری را افزایش دهند. اما عملاً در بسیاری از جاها این اتفاق نیفتاد. 
میان ماه‌های آوریل تا سپتامبر ۱۹۵۸، ۹۵٪ از جمعیت کشاورز چین در قالب کمون‌ها سازماندهی شدند. به زودی مشخص شد در بسیاری از موارد این کمون‌ها برای انجام امور مدیریتی و اداری که به آنها محول شده بود بسیار کند عمل می‌کنند. در سال‌های ۱۹۵۹ و ۱۹۶۰ بسیاری از تصمیم‌گیری‌های حوزه تولید به سطوح تیپ‌ها و تیم‌ها ارجاع داده شد و به تدریج اکثر وظایف دولتی به ادارات شهرستانی و شهرکی برگشت. با این وجود سیستم کمونی تا اوایل دههٔ ۱۹۶۰ به عنوان پایه‌ای‌ترین ساختار مربوط به بخش کشاورزی باقی ماند.
در برنامهٔ گامی بزرگ رو به جلو از بخش صنعتی انتظار رفته بود نیروی کار هرزرفته را کشف و استفاده کرده و ظرفیت تولیدی را فراتر از آنچه پیشتر دست‌یافتنی می‌نمود به جلو ببرد. قرار بود تعصب سیاسی هم به عنوان انگیزه پای کار آید و سیاست، فرمانده عرصه شود. از این رو شاخه‌های کارآفرین حزب، مدیریت بسیاری از کارخانجات را به عهده گرفتند. همچنین در این دوره تصمیمات خودجوش واحدهای تولیدی با انگیزه‌های سیاسی بر برنامه‌ریزی متمرکز ترجیح داده شد.

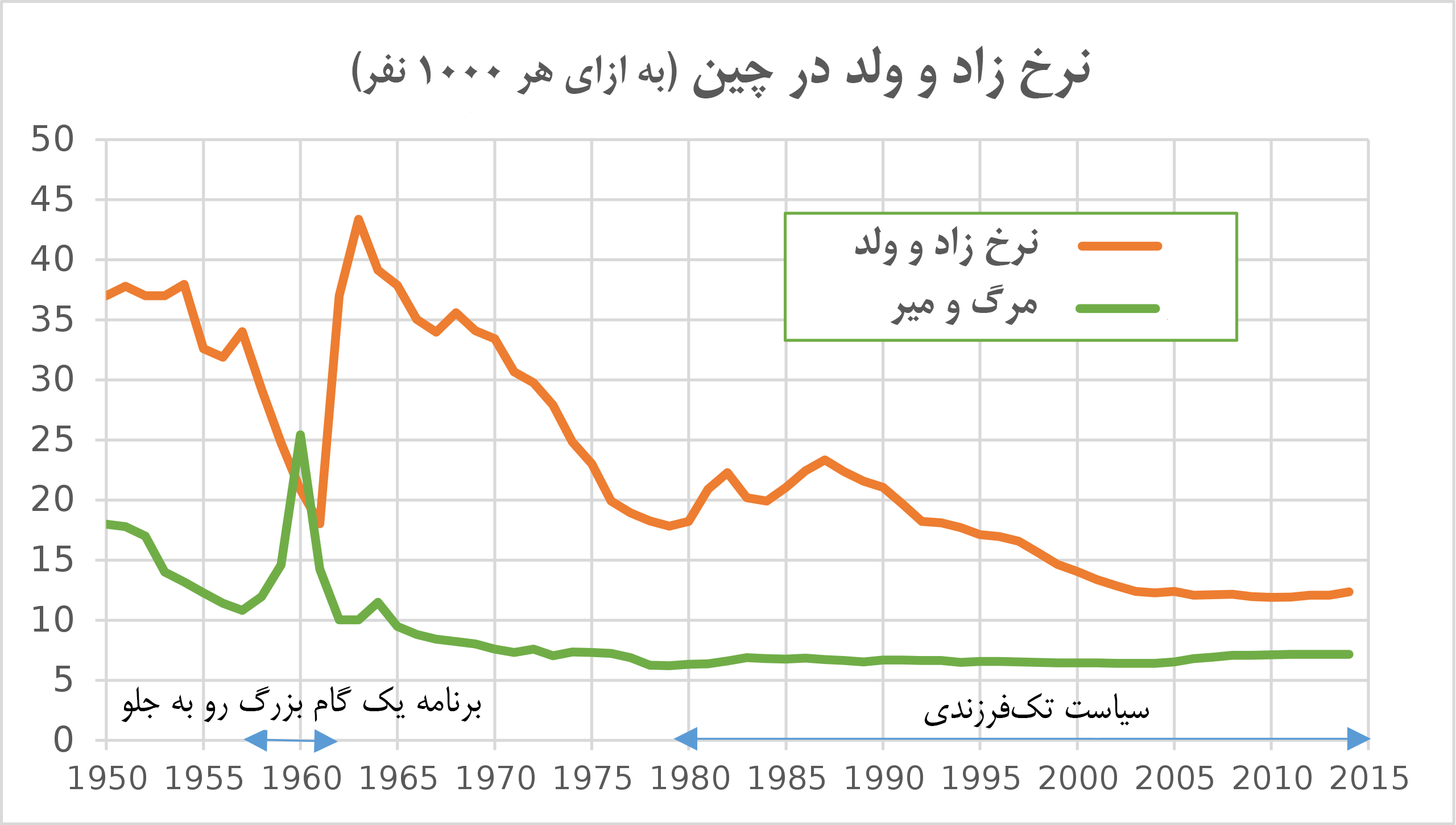
افزایش مرگ و میر و کاهش زاد و ولد در طول برنامه یک گام بزرگ به جلو

نتیجهٔ برنامهٔ گامی بزرگ رو به جلو یک بحران عمیق اقتصادی بود. هر چند در ۱۹۵۸ در بخش صنعت جهش ۵۵ درصدی اتفاق افتاد و بخش کشاورزی موفقیت ویژه‌ای به دست آورد اما در سال‌های ۱۹۵۹، ۱۹۶۰ و ۱۹۶۱ وضعیت بد آب‌وهوایی، طرح‌های نامناسب کنترل آب و اشتباه در تخصیص منابع بواسطهٔ میل شدید جنبش کمونیست به تمرکزگرایی، باعث کاهش فاجعه‌بار برداشت محصولات کشاورزی شد. در ۱۹۵۹ و ۱۹۶۰ ارزش ناخالص برداشت محصولات کشاورزی به ترتیب ۱۴ و ۱۳ درصد کاهش یافت و در ۱۹۶۱ دو درصد دیگر هم کم شد تا به پایین‌ترین حد سال‌های گذشته یعنی ۱۹۵۲ برسد. قحطی گسترده‌ای بویژه در مناطق روستایی رخ داد. آمارهای سرشماری ۱۹۸۲ نشان داد که نرخ مرگ و میر از ۱٫۲ درصد در ۱۹۵۸ به ۱٫۵ درصد در ۱۹۵۹ و ۲٫۵ درصد در ۱۹۶۰ رسیده بوده و در ۱۹۶۱ دوباره به ۱٫۴ درصد کاهش یافته. در میان سال‌های ۱۹۵۸ تا ۱۹۶۱ بیش از ۱۴ میلیون نفر بر اثر گرسنگی جان باختند و زاد و ولد در این سال‌ها ۲۳ میلیون نفر کمتر از حد عادی بوده است. دولت برای جلوگیری از تشدید فاجعه، همهٔ سفارش‌های مربوط به ابزارهای فنی را لغو و به جای آن با استفاده از ذخایر ارزی اقدام به واردات ۵ میلیون تن غله در سال ۱۹۶۰ کرد. در طول همین سال، معادن و کارخانجات به گسترش فعالیت‌های خود ادامه دادند که بخشی از آن با بهره‌کشی بیش از حد از کارکنان و دستگاه‌ها به دست آمد اما بخش اعظم آمار به دلیل بهره‌برداری از کارخانجاتی بود که در طول برنامه پنج‌سالهٔ اول ساخته شده بودند. با این وجود، فشار بیش از حد بر کارگران و دستگاه‌ها در کنار تأثیرات بحران کشاورزی و ناهماهنگی اقتصادی و همچنین پایان تدریجی کمک‌های شوروی در طول دههٔ ۶۰ میلادی باعث شد خروجی صنعت در ۱۹۶۱ به میزان ۳۸ درصد سقوط کرده و در ۱۹۶۲ با سقوط ۱۶ درصدی مواجه شود.

### بازتنظیم و بهبود اقتصادی: «کشاورزی در اولویت» ۶۵-۱۹۶۱
دولت چین که در اوایل دههٔ ۱۹۶۰ با فروپاشی اقتصادی مواجه شد، اهداف کوتاه‌مدت اقتصاد را مورد تجدید نظر اساسی قرار داد و سیاست‌های اقتصادی جدیدی را جایگزین طرح یک گام بزرگ رو به جلو کرد. بالاترین اولویت برای دولت، بازیابی تولیدات کشاورزی و گسترش آن تا به حدی بود که پاسخگوی رشد جمعیت کشور باشد. قرار شد برنامه‌ریزی و هماهنگی اقتصادی - البته با روشی غیرمتمرکزتر از دوران پیش از برنامهٔ یک گام بزرگ رو به جلو - احیا شود تا نظم مستقر، و بهره‌وری در تخصیص منابع به اقتصاد محقق گردد. همچنین مقرر شد نرخ سرمایه‌گذاری کاهش یافته و اولویت‌های آن نیز برعکس شود به این شکل که کشاورزی در اولویت باشد، صنایع سبک در رتبهٔ دوم و صنایع سنگین در جایگاه سوم قرار گیرد.
دولت تصمیم گرفت به منظور فاصله‌گیری بیشتر از تأکید زیادی که بر توسعهٔ صنایع سنگین در طرح یک گام بزرگ رو به جلو وجود داشت، منابع ملت را به توسعهٔ فناورانه در حوزهٔ کشاورزی اختصاص دهد. تغییرات سازمانی در حوزهٔ کشاورزی بیشتر شامل تمرکززدایی از عرصهٔ تصمیم‌سازی تولید و توزیع درآمد درون ساختار کمون‌ها بود. نقش ادارهٔ مرکزی کمون‌ها به شدت کاهش داده شد اما با این حال به عنوان پلی میان دولت محلی و کشاورزان باقی ماند و همچنان نقش مهمی در توسعهٔ پروژه‌هایی که از توان گروه‌های تولیدی کشاورزان خارج بودند ایفا می‌کرد. برای تیم‌های تولیدی، واحدهای حسابداری ساده تخصیص داده شد. همچنین این تیم‌ها موظف به تصمیم‌گیری در خصوص تمام شئون حوزهٔ کاری خود و همچنین توزیع درآمد میان اعضا شدند. قطعات زمین خصوصی که در زمان اجرای برنامهٔ گامی بزرگ رو به جلو در برخی کمون‌ها ناپدید شده بودند به طور رسمی به خانوارهای صاحب زمین بازگردانده شدند.
حمایت اقتصادی از کشاورزی شکل‌های متنوعی پیدا کرد. مالیات بر محصولات زراعی کاهش یافت و قیمتی که برای این محصولات پرداخت می‌شد به نسبت قیمت ابزارهای صنعتی کشاورزی افزایش پیدا کرد. افزایش قابل توجهی در مقدار کودهای شیمیایی و انواع ماشین‌آلات کشاورزی بویژه تلمبه‌های کوچک برقی برای آبیاری دیده شد. بخش اعظم این دستگاه‌های مدرن در مناطقی نصب شد که حاصلخیر بودند. به این شکل بهره‌وری آنها بالا می‌رفت.
در بخش صنعت، تعداد معدودی از شرکت‌ها دوباره به کنترل دولت مرکزی درآمدند اما کنترل بسیاری از شرکت‌ها در اختیار دولت‌های استانی یا محلی باقی ماند. این تمرکززدایی در ۱۹۵۷ و ۱۹۵۸ اتفاق افتاده بود و دوباره در دورهٔ ۶۵-۱۹۶۱ تکرار و تقویت شد. برنامه‌ریزی به جای دخالت سیاسی، هدایت‌گر تصمیم‌سازی در عرصهٔ تولید شد و پاداش مادی به جای غیرت انقلابی، مشوق اصلی تولید گردید. واردات ماشین‌آلات پیشرفتهٔ خارجی که از زمان عقب‌نشینی اتحاد جماهیر شوروی در ۱۹۶۰ متوقف شده بود، این بار از طریق واردات از ژاپن و اروپای غربی از سر گرفته شد.
در طول دورهٔ بازتنظیم و ترمیم ۶۵-۱۹۶۱، ثبات اقتصادی احیا شد و میزان تولید در انتهای سال ۱۹۶۵ در دو حوزهٔ صنعت و کشاورزی، رکوردِ دوران یک گام بزرگ رو به جلو را شکست. در میان سال‌های ۱۹۶۱ تا ۱۹۶۶ رشد تولید محصولات کشاورزی به طور میانگین ۹٫۶ درصد در سال بود. خروجی صنعت در همین دوره معادل ۱۰٫۶ درصد به ازای هر سال افزایش یافت. دلیل اصلی آن احیای کارخانجاتی بود که به دلیل فروپاشی اقتصادی در ۱۹۶۱ به پایین‌ترین ظرفیت خود رسیده بودند. یکی دیگر از دلایل رشد این دوره، گسترش صنایع کوچک روستایی بویژه معادن ذغال سنگ، گسترش نیروگاه‌های برق‌آبی، کارخانجات تولید کود شیمیایی و کارخانجات ماشین‌سازی کشاورزی بود. مدل اقتصادی که در این سال‌ها مشاهده شد ترکیبی از سیستم صنعت‌گرا و بشدت متمرکز شوروی (شبیه به آنچه در برنامهٔ پنج‌سالهٔ اول وجود داشت) با وجوهی از تمرکززدایی مالکیت و تصمیم‌سازی (شاخصهٔ دوران یک گام بزرگ رو به جلو) و تأکید زیاد بر توسعهٔ کشاورزی و رشد متعادل سیاست «کشاورزی در اولویت» بود. در سال‌های بعدی تغییرات مهمی در سیاست اقتصادی اعمال شد اما نظام مبنایی مالکیت، ساختار تصمیم‌گیری و راهبرد توسعه که در اوایل دههٔ ۱۹۶۰ شکل گرفت تا شروع دورهٔ اصلاحات در همان دهه بدون تغییر باقی ماند.

### انقلاب فرهنگی، ۷۶-۱۹۶۶
انقلاب فرهنگی چین توسط مائو زدونگ در ۱۹۶۶ آغاز شد و در ۱۹۶۸ متوقف گردید اما جَو چپ‌گرایی تندی که بواسطهٔ این انقلاب ایجاد شده بود تا هنگام مرگ مائو و سقوط گروه چهار در ۱۹۷۶ ادامه پیدا کرد. سیاست‌گذاری اقتصادی چین در این دوره دستخوش چند فاز متفاوت شد.
دولت چین تا زمان انقلاب فرهنگی سهم طبقهٔ سرمایه‌دار را از اموالی که پیش از انقلاب چین مصادره شده بود می‌داد. کمپینی که در طول انقلاب فرهنگی ایجاد شد، به این امر پایان داد.
توسعه جبههٔ سوم چین در سال ۱۹۶۵ آغاز شد و در طول انقلاب فرهنگی ادامه پیدا کرد. چین می‌ترسید در صورت تهاجم اتحاد جماهیر شوروی یا ایالات متحده زیرساخت‌های صنعتی خود را از دست بدهد لذا همین مسئله انگیزه‌ای شد تا با طرح کمپین بزرگی به نام جبههٔ سوم، صنایع و تاسیسات مهم برای امنیت ملی را به همراه زیرساخت‌های لازم در مناطق دورافتاده ایجاد کند.: ۴۴، ۴۹  یکی از فواید این حرکت، انتقال کالاهای مصرفی و فرهنگی باکیفیت به مناطق داخلی چین بود.: ۱۱۳-۱۱۴  اما اصلاح روابط با آمریکا باعث شد انگیزه لازم برای توسعه این طرح کاهش یابد و پروژه‌های کار شده، غالباً در طول دوره اصلاحات به بخش خصوصی واگذار شدند.: ۱۸۰  با این وجود این کمپین تاثیر خود را گذاشت بطوری که حتی پس از کاهش انگیزه برای ادامهٔ طرح، زیرساخت‌ها، صنایع و نیروی کار تربیت‌شده در مناطق دورافتاده، موجب ادامه توسعه اقتصادی آن مناطق شدند.: ۱۷۷ 
خدمات تجاری بانک خلق چین در طول انقلاب فرهنگی به حالت تعلیق درآمد. شورای دولتی چین در سال ۱۹۶۹ مصوبه‌ای به منظور ادغام دفتر مرکزی بانک خلق ذیل وزارت دارایی صادر کرد و بدین ترتیب همه شعب محلی این بانک به عنوان بخش‌های مالی دولت‌های محلی در آمدند. این تنزل درجه به مدت یک دهه پابرجا ماند.: ۳۸ 
پس از سفر نیکسون به چین در سال ۱۹۷۲، سرمایه گذاری در طرح جبههٔ سوم به تدریج کاهش پیدا کرد.: ۲۲۵-۲۲۹  نزدیکی ایالات متحده و چین ترس از حملهٔ آمریکا را که انگیزهٔ لازم برای توسعهٔ جبهه سوم را ایجاد می‌کرد کاهش داده بود. : ۱۸۰ کمیسیون برنامه‌ریزی در اوت ۱۹۷۲ توصیه کرد که جبهه‌های اول و دوم دیگر حمایت از جبههٔ سوم را «وظیفهٔ اصلی» خود در نظر نگیرند و در عوض سطح حمایت از جبههٔ سوم به درجهٔ «وظیفهٔ مهم» تقلیل یابد. همچنین کمیسیون برنامه‌ریزی نسبت به میزان بودجهٔ جبههٔ سوم که منجر به بی‌توجهی به صنایع سنگین در سایر نقاط و همچنین سرمایه‌گذاری ناکافی در کشاورزی شده بود ابراز نگرانی کرد. با برگزاری کنفرانس کاری حزب در ماه مه ۱۹۷۳ و تصویب لزوم انتقال سرمایه‌گذاری از جبههٔ سوم به مناطق ساحلی شمال شرقی، جبههٔ سوم عملاً از حالت هدف اصلی اقتصادی کشور خارج شد. در این زمان کشاورزی و صنایع سبک از اولویت‌های بالاتری برخوردار شدند. با ادامهٔ این روند و پس از ورود به اصلاحات در ۱۹۷۸ و ادامهٔ فرآیند گشایش چین، دولت فرآیند توقف پروژه‌های جبههٔ سوم را از طریق راهبرد «تعطیلی، توقف، ادغام، تبدیل و انتقال» کلید زد.: ۲۲۸ 

#### گروه چهار، ۷۶-۱۹۷۴
مائو در سال پایانی زندگی‌اش شاهد موجی از نابسامانی‌های اقتصادی بود. سرعت کار کارخانه‌ها کم شده بود و کارگران در اغلب مراکز مهم صنعتی غایب می‌شدند. همچنین آمار جرم و جنایت افزایش یافت که بخشی از آن غارت از انبارهای غلهٔ دولتی بود. برای جبران این وضع، نظام جیره‌بندی به منظور پوشش ۸۰ درصد از کالاهای اصلی و مصرفی گسترش پیدا کرد. با این حال همهٔ شاخص‌های اقتصادی متعارف نشان می‌دهند که اقتصاد چین در ۱۹۷۵ خوب کار می‌کرده است. هر چند برخلاف نظر برخی از تاریخ‌نگاران، اقتصاد در شرف فروپاشی نبود اما اقتصاد با مشکلات متعددی مواجه بود که بخاطر بی‌ثباتی سیاسی و بکارگیری مدل توسعه‌گرا که رشد صنعتی و ظرفیت نظامی را به مصرف ترجیح می‌داد، به وجود آمده بودند.

### آغاز اصلاحات اقتصادی از ۱۹۷۸
علیرغم افت‌وخیزهای سیاسی در دوران مائو، درآمد ناخالص ملی چین به طور متوسط سالانه ۶٫۲٪ در دوره ۱۹۵۲-۱۹۷۸ رشد کرد.: ۵۰  صنعتی شدن در دوران مائو منجر به انباشت چشمگیر سرمایه فیزیکی و انسانی شد که پایه و اساس اصلاحات موفق چین گردید.: ۵۵  نخستین گزارش بانک جهانی درباره اقتصاد چین در دوران مائو، مثبت بود. در این گزارش به رشد و صنعتی‌سازی سریع و همچنین «نابودی تقریبی بدترین اشکال فقر» اشاره شده بود اما همچنان اذعان کرده بود که هنوز جای کار وجود دارد.: ۱۰۴ 
با این وجود اصلاح‌گرایان چینی نظرات انتقادی‌تری داشتند: برای مثال گزارش هو کیامو به شورای دولتی مورخ ژوئیه ۱۹۷۸ تحت عنوان «بر اساس قوانین اقتصادی عمل کنید»، وضعیت دهقانان را در این دوران بسیار وخیم توصیف کرد و تخمین زد که تولید غلات صرفاً همگام با رشد جمعیت بوده است و مازادی باقی نمانده است.: ۱۰۴ 
رهبران حزب کمونیست چین در سومین جلسهٔ عمومی از مجموع جلسات یازدهمین کمیتهٔ مرکزی حزب که در ۲۲ دسامبر ۱۹۷۸ افتتاح شد،  تصمیم گرفتند برنامه‌ای برای اصلاحات تدریجی اما اساسی در نظام اقتصادی اتخاذ و اعمال کنند. آنها به این نتیجه رسیده بودند که اقتصاد مبتنی بر برنامه‌ریزی متمرکز نتوانسته رشد اقتصادی مفیدی ایجاد کند و باعث شده چین نه تنها از کشورهای صنعتی غربی بلکه از قدرت‌های صنعتی جدید آسیا مانند ژاپن، کره جنوبی، سنگاپور، تایوان و هنگ کنگ هم عقب بماند.
در اواخر دههٔ ۱۹۷۰ میلادی که کشورهایی چون ژاپن و هنگ کنگ با کشورهای اروپایی رقابت می‌کردند، شهروندان چینی هنوز نگران جیرهٔ غذایی ناکافی، جیره‌بندی البسه و تعداد پایین مسکن بودند و بخش خدمات چین توان و بهره‌وری کافی را نداشت. این کاستی‌ها باعث شده بود چین از لحاظ بین‌المللی شرمنده باشد. 
هدف از اجرای این اصلاحات، دور شدن از کمونیسم نبود بلکه حزب می‌خواست کارکرد کمونیسم را از طریق افزایش شدید نقش سازوکارهای بازار در نظام اقتصادی و کاهش (و نه حذف) برنامه‌ریزی و کنترل مستقیم دولتی، بهبود بخشد. از نظر حزب، برنامه‌ریزی اقتصادی باید سازوکاری می‌بود برای هدایت بازار.: ۴۶  با توجه به این هدف، این اصلاحات از نظر حزب هیچ گرایشی به سمت اقتصاد بازار لیبرال تلقی نمی‌شد.: ۴۶ 
همهٔ اصلاحاتی که در این دوره اعمال شدند ابتدا به شکل محلی به مرحلهٔ اجرا رسیدند و سپس در صورت موفقیت به دیگر نقاط تعمیم داده می‌شدند.: ۱۲۷  در این مدت سران دولتی که اقدام به اعمال اصلاحات می‌کردند در صورت شکست با عواقب خفیفی مواجه می‌شدند اما در صورت موفقیت مورد تمجید و تشویق در سطح ملی قرار می‌گرفتند.: ۱۲۷ 
اموال سرمایه‌داران چینی پس از انقلاب ۱۹۴۹ مصادره شد اما پس از چندی پرداخت سود سهام به ایشان برقرار گردید ولی این رویه در انقلاب فرهنگی ملغی شد. در دورهٔ اصلاحات پرداخت سود سهام به آنها دوباره برقرار گردید.: ۳۰ 
این برنامهٔ اصلاحی تا ۱۹۸۷ موفقیت شایان توجهی در افزایش عرضهٔ مواد غذایی و دیگر کالاهای مصرفی پیدا کرد و همچنین باعث شد فضای اقتصادی چین پویاتر شده و فرصت‌های زیادی برای فعالان اقتصادی ایجاد شود. در عین حال این اصلاحات باعث شد مشکلات و تنش‌های جدیدی شکل گیرند و سوالات و کشمکش‌های سیاسی شدیدی پیرامون ادامه آن ایجاد گردد.
با این حال از ۱۹۷۸ تا ۲۰۰۷ اقتصاد چین سالانه به طور متوسط ۱۰٪ رشد کرد و درآمد سرانه ده برابر شد.: ix–x 

#### دوره بازتنظیم، ۸۱-۱۹۷۹
چند سال اول برنامهٔ اصلاحات به عنوان «دورهٔ بازتنظیم» تعیین شد که طی آن قرار بود عدم‌تعادل‌های مهم در اقتصاد اصلاح شود تا پایه‌ای گردد برای یک حرکت نوسازی برنامه‌ریزی‌شدهٔ درست. برنامهٔ ده ساله هوآ گوئوفنگ کنار گذاشته شد، اگرچه بسیاری از عناصر آن حفظ شدند.
اهداف اصلی فرآیند بازتنظیم، گسترش سریع صادرات، غلبه بر کمبودهای مهم در ترابری، ارتباطات، زغال سنگ، آهن، فولاد، مصالح ساختمانی و برق بود. همچنین قرار بود با افزایش نرخ رشد صنایع سبک و کاهش سرمایه گذاری در صنایع سنگین، عدم تعادل بین صنایع سبک و سنگین جبران شود. تشویق تولیدات کشاورزی در سال ۱۹۷۹ (۱۳۵۷) با افزایش بیش از ۲۲ درصدی در قیمت خرید محصول از کشاورزان صورت گرفت.
اقتصاددانی به نام توماس راوسکی، توسعه اقتصادی چین را از سال ۱۹۵۷ تا ۱۹۷۹ این طور توصیف کرده است: «کشوری که تا سال ۱۹۵۷ نمی توانست تراکتور، نیروگاه یا حتی یک ساعت مچی بسازد، اکنون رایانه، ماهواره، داروی ضدبارداری و جنگ‌افزار هسته‌ای تولید می‌کند. امروزه  مهارت‌های فنی مورد نیاز برای توسعهٔ صنعتی در چین دیگر فقط به چند منطقهٔ شهری محدود نیست.»
در این دوره، ارائهٔ اصلی‌ترین سیاست‌های برنامهٔ اصلاحات اقتصادی به شکل آزمایشی بود. موفق‌ترین اصلاح سیاستی، نظام مسئولیت خانوار در کشاورزی بود که از ۱۹۷۹ شروع شد تا واحدهای روستایی فقیر در مناطق کوهستانی یا بی‌آب و علف امکان افزایش تولید و کاهش فقر را داشته باشند.: ۱۶۲  در این نظام جدید که جای نظام کشاورزی جمعی را گرفت، مالکیت عمومی زمین و برخی از ابزارهای تولید حفظ شد اما مسئولیت تولید بر عهدهٔ خانوارها گذاشته شد.: ۱۶۳  خانوارها همچنان باید سهم دولت را می‌دادند اما تصمیم بر اینکه چه چیزی بکارند با خودشان بود و می‌توانستند از یک نظام قیمتی چند لایه برای فروش استفاده کنند به این شکل که پایین‌ترین قیمت برای فروش به دولت (تا حد تامین سهمیه دولتی بود)، در لایهٔ بعدی می‌توانستند قیمت بالاتری را برای فروش به دولت (بیشتر از سهمیهٔ دولتی) انتخاب کنند و در لایهٔ بالاتر قیمت بازار را برای فروش در بازارها برگزینند.: ۱۶۳  ایجاد این نظام چندقیمتی منجر به تثیبت قیمتی شد. تثبیت قیمت‌ها باعث شد خانوارها تشویق به تولید بیشتر شوند در حالی که در برابر کاهش قیمت‌هایی که ممکن بود بواسطهٔ افزایش تولید ایجاد شود، ایمن شده بودند.: ۱۶۴  تا سال ۱۹۸۳ (۱۳۶۲) نظام مسئولیت خانوار در چندین واحد کشاورزی در مناطق گوناگون اجرایی گردید.: ۱۶۲ 
در حوزه محصولات کشاورزی، مقامات کوشیدند با ایجاد مشوق‌هایی، اندازه تولید را بالا ببرند. برخی از این مشوق‌ها عبارت بودند از تشکیل بازارهای آزاد محلی در مناطق شهری و روستایی و دادن مجوز به برخی خانوارها تحت عنوان «خانوارهای تخصصی» به منظور تولید محصولات یا ارائه خدمات کمیاب بر مبنای سودآوری.
چین در ژوئیه ۱۹۷۹ نخستین قانون مربوط به سرمایه‌گذاری مشترک بر پایه سرمایه‌گذاری مشترک چینی و خارجی را به تصویب رساند.: ۵۴–۵۵  قانون سرمایه‌گذاری مشترک از سرمایه‌گذاری مستقیم خارجی دفاع می‌کرد و همانطور که پژوهشگری به نام زونگ‌یوان زو لیو نوشته، این قانون «دوربرگردانِ تقریباً کاملی بود نسبت به بدبینی سنتی حزب کمونیست چین به سرمایه‌گذاری خارجی که ریشه آن هم در مسائل ایدئولوژیک و تاریخی بود.»: ۴۸  این قانون در جذب فناوری و سرمایه خارجی از کشورهای پیشرفته نظیر ایالات متحده موثر بود و باعث شد چین بتواند کالاهای خود را به این کشورها صادر کند و متعاقباً به رشد سریع اقتصادی دست یابد.: ۵۴–۵۵ 
اصلاحات نظام دستمزد نخستین فاز از اصلاحات قوانین کار در چین بود.: ۵۹  در این اصلاحات پرداخت پاداش و فوق‌العاده به کارگران در نظر گرفته شده بود تا بدینوسیله انگیزه‌های مادی آنها برانگیخته شود. در ۱۹۸۰-۱۹۷۹ نظام دستمزد چندگانه معرفی شد.: ۵۹  در شرکت‌های دولتی سمت‌های مدیریتی را بر اساس آنچه در غرب وجود داشت منطبق کردند تا دستمزد افراد بر اساس رتبه‌ای که داشتند متفاوت گردد و بدین شکل اختلاف در پرداخت‌ها افزایش پیدا کرد. همچنین به مقامات مدیریتی این اختیار داده شد تا خودشان حقوق کارگران را پرداخت کنند (بر خلاف وضع سابق که دولت حقوق افراد را از صندوق دستمزد پرداخت می‌کرد.): ۵۹  پرداخت حقوق توسط مدیران باعث شد نظام هشت درجه‌ای که سابقاً بر پایه آن دستمزد تمام کارگران را می‌پرداختند متروک گردد. در آن نظام سابق کارگران کل کشور فارغ از این که در چه شرکت دولتی کار می‌کردند مشروط به اینکه در یک طبقه از طبقات هشت‌گانه دستمزدی قرار داشتند، دریافتی یکسانی را می‌گرفتند.: ۵۹ 

#### آغاز اصلاح و گشایش از ۱۹۸۲
دوره بازتنظیم نتایج امیدوارکننده‌ای داشت و درآمد را به میزان قابل توجهی افزایش داد. افزایش دسترسی به غذا، مسکن و سایر کالاهای مصرفی و ثبت نرخ های بالای رشد در همه بخش‌ها به جز صنایع سنگین که عمداً مهار شده بود از نتایج این دوره بود. با توجه به این موفقیت‌های اولیه، برنامه اصلاحات گسترش یافت و دولت تحت رهبری دنگ شیائوپینگ مکرراً اظهار می‌داشت که سیاست اساسی چین «اصلاحات و گشایش» است، یعنی اصلاح نظام اقتصادی و باز کردن تجارت خارجی.
حزب کمونیست چین در اکتبر ۱۹۸۴ تصمیم‌گیری درباره نظام اقتصادی را به تصویب رساند. این مصوبه بیش از هر چیز حاکی از تغییر هنگفت در اندیشه سیاست‌گذاران چینی در قبال سازوکارهای بازار بود.: ۳۹–۴۰  در این مصوبه این نکته اظهار شده بود که اقتصاد برنامه‌ریزی‌شده، تنها راه گسترش سوسیالیسم نیست و سیاست‌های پیشین که اقتصاد کالایی را محدود کرده بودند، مانعی بر سر راه گسترش سوسیالیسم هستند.: ۴۰  اصلاحات، پس از ابلاغ این مصوبه، متمرکز بر رسیدن به اقتصاد کالایی برنامه‌ریزی‌شدهٔ سوسیالیستی با شاخصه‌های چینی شد.: ۴۰ 
در حوزهٔ صنعت، پیچیدگی‌ها و ارتباطات متقابلِ فعالیت‌های تولیدی مانع از آن شد که سیاستی یکپارچه و سرراست، مشابه با آنچه در حوزهٔ کشاورزی تحت عنوان نظام مسئولیت خانوار ایجاد شد، به دست آید. با این وجود، مجموعه‌ای از سیاست‌های مبتنی بر انعطاف‌پذیری و دادن استقلال عمل و مشارکت در بازارها باعث شد تا فرصت‌های موجود در این بخش برای شرکت‌ها بهبود پیدا کنند و در نتیجه نرخ‌های رشد بالا ثبت شد و بهره‌وری افزایش پیدا کرد. مدیران شرکت‌ها به تدریج تسلط بیشتری بر واحدهای خود پیدا  کردند، از جمله حق استخدام و اخراج کارکنان که البته هنوز مستلزم رفت و آمدهای طولانی و بحث با بروکرات‌های کادر حزب بود. اِعمال مالیات بر سود و حفظ تعادل مالیاتی از سال ۱۹۸۵ به طور سراسری اجرا شد و همین مسئله انگیزه‌ای برای شرکت‌ها شد تا سود خود را به بالاترین درجه برسانند و در نتیجه به طور قابل توجهی به استقلال آنها افزود. تغییر دیگری که از لحاظ میزان اهمیت دست‌کمی از قبلی نداشت، تغییر منابع صندوق‌های سرمایه‌گذاری از بودجه‌های اختصاصی دولتی که هیچ سودی به آنها تعلق نمی‌گرفت و نیازی به بازپرداخت نداشتند، به وام‌های بانک‌ها بود که به اقساط آنها سود تعلق می‌گرفت. 
چین از ماه مه ۱۹۸۰ شروع به ساخت چند منطقهٔ ویژه اقتصادی در شنژن، ژوهای، شانتو و شیامن، در استان فوجیان کرده بود.: ۶۸  موفقیت این مناطق منجر به این شد که در سال ۱۹۸۴ چهارده شهر ساحلی به عنوان مناطق ویژه اقتصادی تعیین گردند. بسیاری از مناطق ویژهٔ اقتصادی چین در بنادری که سابقاً بندر پیمانی بودند ایجاد شدند و از این رو نقش نمادین و مهمی در به رخ کشیدن پیشرفت چین در تبادلات این کشور با خارجی‌ها بعد از سپری کردن سدهٔ تحقیر داشته‌اند.: ۵۱  زونگ‌یوان زو لیو، پژوهشگر چینی می‌نویسد: «موفقیت این شهرها به عنوان بنادر پیمانی قرمز نشان‌دهندهٔ گذراندن مرحلهٔ جدیدی از برنامهٔ اصلاح و گشایش بود و در عین حال مشروعیت رهبران حزب کمونیست را بر دولت و ملت چین افزایش داد.»: ۵۱ 
دنگ و دیگر سیاست‌گذاران اصلاح‌طلب، به کسب‌وکارهای کوچک مشروعیت قانونی دادند.: ۸۲  اعطای مجوز به اشخاص حقیقی جهت تاسیس کسب‌وکارهای کوچک باعث شد فشار بی‌کاری کم شود. بخش قابل توجهی از این فشار از طرف حدود ۶٫۵ میلیون جوانی بود که در سال‌های ۱۹۷۸ و ۱۹۷۹ از مناطق شهری به روستاها رفته بودند تا به کشاورزی کمک کنند و حالا به شهرهای خودشان بازگشته بودند.: ۸۲ 
به دنبال پیاده‌سازی نظام مسئولیت خانوار به جای نظام کشاورزی اشتراکی، تولید محصولات کشاورزی در سال ۱۹۸۴ به رشد خیره‌کننده‌ای رسید.: ۱۶۲–۱۶۴  جائو زیانگ نخست‌وزیر وقت در خاطرات خود نوشته که در سال‌های پس از اعمال نظام مسئولیت خانوار «نیرویی که آزاد شد... جادویی بود، فراتر از چیزی بود که کسی بتواند تصور کند. مشکلی که غیرقابل حل به نظر می‌رسید در اندک سالی رفع شد... کشاورزان در ۱۹۸۴ به اندازه‌ای غله ذخیره کرده بودند که امکان فروش آن را نداشتند. انبارهای غله دولتی که طبق برنامه‌های تدارکاتی دولت عمل می‌کردند کاملا پر شده بودند.»: ۱۶۴  وقتی دولت تصمیم گرفت قیمت‌های غلات و پنبه را افزایش دهد تا محرک رشد شرکت‌های شهرستانی و روستایی شود، در عرض پنج سال از ۱۹۸۰ تا ۱۹۸۵، درآمد خانوار با سرعت زیادی زیاد شد و فقر کاهش یافت.: ۹۴  زندگی میلیاردها نفر در روستاهای چین بهبود پیدا کرد.: ۹۵  با این وجود، سیاست‌های زراعی که موجب چنین رشدی شده بودند، باعث افزایش نابرابری هم شدند.: ۱۶۹  مناطقی که فاقد خاک حاصلخیز، شبکهٔ ترابری بودند و از شهرهای بزرگ فاصله داشتند امکان دسترسی به فرصت‌های بازار را پیدا نمی‌کردند.: ۱۶۹ 
یکی از بحث‌های مهم اقتصادی در این دوره، مربوط بود به تصمیم‌گیری در خصوص آزادسازی قیمت‌ها و اینکه آیا چین باید به شوک‌درمانی - آزادسازی ناگهانی قیمت‌ها - بپردازد یا رویکرد تدریجی‌تری اتخاذ کند. در ۱۹۸۶ رویکرد دوم انتخاب شد. جائو زیانگ و مقامات چینی در نهایت پس از «مواجهه با  هشدارهای متنوع و قابل اعتنا در خصوص خطرات غیرقابل‌پیش‌بینی ناشی از شوک‌درمانی و عدم اطمینان نسبت به منافع آن» تصمیم گرفتند آن را کنار بگذارند. جائو این استدلال را پذیرفت که مسئلهٔ اصلی در اصلاحات اقتصادی نیرومندسازی شرکت‌هاست. در اواخر تابستان همان سال آنچه تحت عنوان «بسته اصلاحات هماهنگ و جامع» نامگذاری شده بود به مرحله اجرا گذاشته شد و موجب تعدیل قیمت فولاد (هر چند قیمت آن مهم بود و در عین حال نمادین هم محسوب می‌شد) گردید و در کنارش مالیات مختصر و اصلاحات مالی هم اعمال شد.: ۲۲۰ 
در سال ۱۹۸۶ دولت چین قانون کار قراردادی را به تصویب رساند و بدین ترتیب اختیار کارفرما و مدیران افزایش پیدا کرد. کارگران تازه‌وارد مجبور بودند قراردادهای سالانه امضا کنند. هدف از این قانون این بود که کارمندی ثابت برای دولت برای کارمندان کشوری به تدریج از بین برود.: ۶۰ 
اگرچه اصلاحات اقتصادی موفقیت‌های چشمگیری به دنبال داشت، اما چند مشکل جدی نیز به بار آورد. یکی از آنها، چالشی بود که با اصول فعالیت بازار آزاد و استقلال حرفه‌ای مدیریتی برای اقتدار حزب پیش می‌آمد. مشکل دیگر موجی از جنایت، فساد، و - در ذهن بسیاری از افراد مسن - وخامت اخلاقی ناشی از جو آزادتر اقتصادی و سیاسی بود. اما اساسی‌ترین تنش‌ها، تنش‌هایی بودند که به‌دلیل افزایش اختلاف درآمدی میان مردمی که «ثروتمند می‌شدند» و افرادی که ثروتمند نمی‌شدند رخ می‌داد. تورم نیز تهدید فراگیر دیگری بود. این مسائل نقش ویژه‌ای در مبارزات سیاسی ایفا می‌کردند و در نهایت باعث شدند هو یائوبانگ دبیرکل حزب در سال ۱۹۸۷ از مقام خود استعفا دهد. مقامات حزب با استعفای یائوبانگ وارد بحث‌های جدی پیرامون وضع آتی اصلاحات و اینکه چگونه باید میان نیاز به بهره‌وری و انگیزه‌های بازار با نیاز به راهنمایی و کنترل بازار توسط دولت، تعادل ایجاد کرد، شدند. در نهایت تصمیم گرفته شد کشور به ادامه اصلاحات پایبند بماند اما سرعت و تأکید بر اهرم‌های کلان و خرد اقتصادی همچنان تحت نظر و مورد احتیاط قرار گرفتند.
برنامه‌های اصلاحی جائو در طول سال ۱۹۸۷ و تا اوایل ۱۹۸۸ بر ترکیب قراردادهای شرکت‌ها با طرح‌های توسعه‌ای ساحلی متمرکز بود. در تابستان ۱۹۸۸ دوباره اصلاحات قیمتی در دستور کار قرار گرفت. اما واکنش‌ها نسبت به آن بسیار زیاد بود: تورم به شکلی بالا رفت که نظیر آن را فقط در دهه ۱۹۴۰ می‌شد پیدا کرد. همچنین با اعلام اینکه قیمت‌ها به زودی افزایش پیدا خواهند کرد، مردم برای خرید به بازارها هجوم بردند، مراجعات به بانک‌ها چند برابر شد و اعتراضات نسبت به اصلاحات بازار افزایش چشمگیری پیدا کرد. بدین ترتیب در پاییز ۱۹۸۸، سیاست آزادسازی قیمت‌ها از دستور کار خارج شد و رهبری چین تصمیم گرفت به جای آن بر اصلاح قیمت‌ها، ریاضت اقتصادی و تعدیل نیرو بپردازد.: ۲۲۵ 
همچنین در سال ۱۹۸۸، قانون شرکت‌ها به تصویب رسید. این قانون به شرکت‌ها اختیار می‌داد تصمیمات تولیدی بزرگی (از جمله اخراج نیروها) بگیرند. با تصویب این قانون، دولت شرکت‌ها را به مدیران اجاره می‌داد تا به شخصیت‌های حقوقی مجزایی بدل شوند. بدین ترتیب کارگران شاغل در این شرکت‌های سابقاً دولتی، مزایا و حمایت‌هایی را که قبلاٌ به عنوان کارمند دولت داشتند از دست دادند.: ۶۰ 

## ۱۹۹۰ تا ۲۰۰۰
اقتصاد چین از سال ۱۹۹۱ شاهد رشد مداوم تولید ناخالص داخلی واقعی حداقل به میزان ۵ درصد بوده است. دنگ شیائوپینگ، رهبر چین، در طول سال نوی چینی در اوایل سال ۱۹۹۲، سفری تاریخی به استان‌های جنوبی چین انجام داد تا به روند اصلاحات اقتصادی امیدی مجدد دهد و دوباره آن را تقویت کند. دنگ در طول این سفر دیدگاه خود نسبت به اقتصاد را تشریح کرد. او اینطور گفت که توامان به برنامه‌ریزی دولتی و استفاده از ابزارهای بازار اعتقاد دارد طوریکه که با اصول سوسیالیسم سازگار باشد.: ۶۵ 
در اوایل دهه ۱۹۹۰، چالش‌های اقتصادی در روستاهای چین افزایش یافت. کاشت غلات به دلیل کاهش قیمت محصولات اصلی نسبت به هزینه کودهای شیمیایی، آب، برق و سایر خدمات ضروری، کم‌فایده و بی‌سود شد.: ۹۵ 
در سال ۱۹۹۲ مالکیت مشاغل خصوصی قانونی گردید.: ۶۸ 